# Élections présidentielles sous la Cinquième République dans les Hautes-Alpes
Depuis l'adoption de la Constitution de la Cinquième République française en 1958, dix élections présidentielles ont eu lieu afin d'élire le président de la République. Cette page présente les résultats de ces élections dans les Hautes-Alpes.

## Synthèse des résultats du second tour
Hormis lors du scrutin de 1988 où le département a placé en tête Jacques Chirac alors que c'est François Mitterrand qui a été élu, le département vote en général selon la tendance nationale.
| Année | Répartition des exprimés | Répartition des exprimés | Participation (% des inscrits) | Blancs ou nuls (% des votants) |

| 2022 | Emmanuel Macron (55,07 %) (France : 58,55 %) | Marine Le Pen (44,93 %) (France : 41,45 %) | 75,96 % (France : 71,99 %) | 8,44 % (France : 6,23 %) |

| 2017 | Emmanuel Macron (64,12 %) (France : 66,10 %) | Marine Le Pen (35,88 %) (France : 33,90 %) | 77,35 % (France : 77,77 %) | 1,96 % (France : 2,47 %) |

| 2012 | François Hollande (50,89 %) (France : 51,64 %) | Nicolas Sarkozy (49,11 %) (France : 48,36 %) | 82,93 % (France : 80,35 %) | 2,08 % (France : 5,82 %) |

| 2007 | Nicolas Sarkozy (53,67 %) (France : 53,06 %) | Ségolène Royal (46,33 %) (France : 46,94 %) | 85,99 % (France : 83,97 %) | 1,36 % (France : 4,20 %) |

| 2002 | Jacques Chirac (82,43 %) (France : 82,21 %) | J.-M. Le Pen (17,57 %) (France : 17,79 %) | 75,76 % (France : 79,71 %) | 3,67 % (France : 3,38 %) |

| 1995 | Jacques Chirac (54,97 %) (France : 52,64 %) | Lionel Jospin (45,03 %) (France : 47,36 %) | 79,72 % (France : 78,38 %) | 3,35 % (France : 2,81 %) |

| 1988 | François Mitterrand (49,67 %) (France : 54,02 %) | Jacques Chirac (50,33 %) (France : 45,98 % %) | 81,53 % (France : 81,35 %) | 2,03 % (France : 2,00 %) |

| 1981 | François Mitterrand (51,22 %) (France : 51,76 %) | Valéry Giscard d'Estaing (48,78 %) (France : 48,24 %) | 78,9 % (France : 81,09 %) | 1,86 % (France : 1,62 %) |

| 1974 | Valéry Giscard d'Estaing (51,81 %) (France : 50,81 %) | François Mitterrand (48,19 %) (France : 49,19 %) | 83,52 % (France : 84,23 %) | 1,07 % (France : 0,92 %) |

| 1969 | Georges Pompidou (56,68 %) (France : 58,21 %) | Alain Poher (43,32 %) (France : 41,79 %) | 74,34 % (France : 77,59 %) | 1,57 % (France : 1,29 %) |

| 1965 | Charles de Gaulle (53,96 %) (France : 55,20 %) | François Mitterrand (46,04 %) (France : 44,80 %) | 79,49 % (France : 84,75 %) | 1,26 % (France : 1,01 %) |

|  | ▲ |

## Résultats détaillés par scrutin

### 2022
Arrivé en tête du premier tour, le président sortant Emmanuel Macron (27,85 %) affronte Marine Le Pen (23,15 %), un duel identique à celui du scrutin de 2017. C'est la deuxième fois qu'un second tour opposant les mêmes candidats à deux scrutins présidentiels consécutifs a lieu après ceux où se sont affrontés Valéry Giscard d'Estaing et François Mitterrand en 1974 et 1981.
En troisième position avec 21,95 % des voix, Jean-Luc Mélenchon réalise le score le plus élevé de ses trois candidatures et arrive largement en tête de la gauche, mais échoue à accéder au second tour, avec environ 400 000 voix de moins que Marine Le Pen.
Une nouvelle fois, les partis politiques traditionnels sont absents du second tour, dans des proportions encore plus importantes que lors de la précédente élection. Le Parti socialiste et Les Républicains, représentés respectivement par Anne Hidalgo et Valérie Pécresse, s'effondrent avec des scores historiquement faibles et n'atteignent pas le seuil des 5 %, condition permettant d'être remboursé des frais de campagne.
Le second tour voit Emmanuel Macron l'emporter par 58,55 % des suffrages exprimés, permettant ainsi au président sortant d'entamer un second mandat. Le septennat ayant été aboli en 2000, il devient ainsi le premier président de la République française à être réélu pour un deuxième quinquennat, le deuxième président de la Cinquième République réélu hors période de cohabitation et le quatrième président de la Cinquième République réélu
Dans les Hautes-Alpes, Emmanuel Macron arrive en tête du premier tour avec 23,78 % des exprimés, suivi de Jean-Luc Mélenchon avec 22,87 %, Marine Le Pen avec 22,84 %, Éric Zemmour avec 7,15 % et Yannick Jadot avec 5,81 %. Au second tour, les électeurs ont voté à 55,07 % pour Emmanuel Macron contre 44,93 % pour Marine Le Pen avec un taux de participation de 75,96 % des inscrits.
| Candidats                | Candidats                | Partis                   | Premier tour | Premier tour | Second tour | Second tour |
| Candidats                | Candidats                | Partis                   | Voix         | %            | Voix        | %           |
| ------------------------ | ------------------------ | ------------------------ | ------------ | ------------ | ----------- | ----------- |
|                          | Emmanuel Macron          | LREM                     | 20 507       | 23,78        | 42 213      | 55,07       |
|                          | Jean-Luc Mélenchon       | LFI                      | 19 718       | 22,87        |             |             |
|                          | Marine Le Pen            | RN                       | 19 696       | 22,84        | 34 446      | 44,93       |
|                          | Éric Zemmour             | REC                      | 6 164        | 7,15         |             |             |
|                          | Yannick Jadot            | EELV                     | 5 013        | 5,81         |             |             |
|                          | Valérie Pécresse         | LR                       | 4 511        | 5,23         |             |             |
|                          | Jean Lassalle            | RES                      | 3 871        | 4,49         |             |             |
|                          | Nicolas Dupont-Aignan    | DLF                      | 2 142        | 2,48         |             |             |
|                          | Fabien Roussel           | PCF                      | 1 925        | 2,23         |             |             |
|                          | Anne Hidalgo             | PS                       | 1 459        | 1,69         |             |             |
|                          | Philippe Poutou          | NPA                      | 801          | 0,93         |             |             |
|                          | Nathalie Arthaud         | LO                       | 428          | 0,50         |             |             |
|                          |                          |                          |              |              |             |             |
| Votes valides            | Votes valides            | Votes valides            | 86 235       | 97,81        | 76 659      | 88,89       |
| Votes blancs             | Votes blancs             | Votes blancs             | 1 395        | 1,58         | 7 377       | 8,55        |
| Votes nuls               | Votes nuls               | Votes nuls               | 532          | 0,60         | 2 208       | 2,56        |
| Total                    | Total                    | Total                    | 88 162       | 100          | 86 244      | 100         |
| Abstention               | Abstention               | Abstention               | 25 357       | 22,34        | 27 296      | 24,04       |
| Inscrits / participation | Inscrits / participation | Inscrits / participation | 113 519      | 77,66        | 113 540     | 75,96       |

### 2017
Le premier tour de l'élection présidentielle de 2017 voit s'affronter onze candidats. Emmanuel Macron arrive en tête devant Marine Le Pen et tous deux se qualifient pour le second tour. Néanmoins, avec François Fillon et Jean-Luc Mélenchon, les scores des quatre candidats ayant recueilli le plus de voix sont serrés (4,43 points entre le 1er et le 4e). Pour la première fois, aucun des candidats des deux partis politiques pourvoyeurs jusque-là des présidents de la Ve République, n'est présent au second tour. Celui-ci se tient le dimanche 7 mai et se solde par la victoire d'Emmanuel Macron, avec un total de 20 753 798 bulletins de vote en sa faveur, soit 66,10 % des suffrages exprimés, face à la candidate du Front national, qui recueille 33,90 %. Le scrutin est néanmoins marqué par une forte abstention et par un record de votes blancs ou nuls. 
Dans les Hautes-Alpes, Emmanuel Macron arrive en tête du premier tour avec 21,8 % des exprimés, suivi de Jean-Luc Mélenchon avec 21,62 %, Marine Le Pen avec 21,25 %, François Fillon avec 19,15 % et Benoît Hamon avec 5,88 %. Au second tour, les électeurs ont voté à 64,12 % pour Emmanuel Macron contre 35,88 % pour Marine Le Pen avec un taux de participation de 77,35 % des inscrits.
|             | EM          | Emmanuel Macron       | 18 948  | 21,80 %    | 47 211  | 64,12 %    |  |  |
|             | LFI         | Jean-Luc Mélenchon    | 18 796  | 21,62 %    |         |            |  |  |
|             | FN          | Marine Le Pen         | 18 474  | 21,25 %    | 26 417  | 35,88 %    |  |  |
|             | LR          | François Fillon       | 16 645  | 19,15 %    |         |            |  |  |
|             | PS          | Benoît Hamon          | 5 109   | 5,88 %     |         |            |  |  |
|             | DLF         | Nicolas Dupont-Aignan | 4 938   | 5,68 %     |         |            |  |  |
|             | RES         | Jean Lassalle         | 1 609   | 1,85 %     |         |            |  |  |
|             | NPA         | Philippe Poutou       | 1 049   | 1,21 %     |         |            |  |  |
|             | UPR         | François Asselineau   | 783     | 0,90 %     |         |            |  |  |
|             | LO          | Nathalie Arthaud      | 411     | 0,47 %     |         |            |  |  |
|             | SP          | Jacques Cheminade     | 165     | 0,19 %     |         |            |  |  |
|             |             |                       |         |            |         |            |  |  |
|             |             |                       | Nombre  | % inscrits | Nombre  | % inscrits |  |  |
| Inscrits    | Inscrits    | Inscrits              | 109 907 |            | 109 892 |            |  |  |
| Abstentions | Abstentions | Abstentions           | 20 821  | 18,94 %    | 24 895  | 22,65 %    |  |  |
| Votants     | Votants     | Votants               | 89 086  | 81,06 %    | 84 997  | 77,35 %    |  |  |
|             |             |                       |         |            |         |            |  |  |
|             |             |                       |         | % votants  |         | % votants  |  |  |
| Blancs      | Blancs      | Blancs                | 1 541   | 1,4 %      | 8 670   | 7,89 %     |  |  |
| Nuls        | Nuls        | Nuls                  | 618     | 0,56 %     | 2 699   | 2,46 %     |  |  |
| Exprimés    | Exprimés    | Exprimés              | 86 927  | 79,09 %    | 73 628  | 67 %       |  |  |

### 2012
Hollande, désigné par le PS à la suite d'une primaire ouverte, devance Sarkozy dès le premier tour de l'élection présidentielle de 2012 : c'est la première fois qu'un président sortant est ainsi devancé. Au second tour, Sarkozy est battu mais par un écart plus faible qu'attendu.
Dans les Hautes-Alpes, Nicolas Sarkozy arrive en tête du premier tour avec 26,11 % des exprimés, suivi de François Hollande avec 24,49 %, Marine Le Pen avec 17,7 %, Jean-Luc Mélenchon avec 14,03 % et François Bayrou avec 9,86 %. Au second tour, les électeurs ont voté à 50,89 % pour François Hollande contre 49,11 % pour Nicolas Sarkozy avec un taux de participation de 83,65 % des inscrits.
|                | UMP            | Nicolas Sarkozy       | 22 655  | 26,11 %    | 40 945  | 49,11 %    |  |  |
|                | PS             | François Hollande     | 21 248  | 24,49 %    | 42 435  | 50,89 %    |  |  |
|                | FN             | Marine Le Pen         | 15 359  | 17,70 %    |         |            |  |  |
|                | PG             | Jean-Luc Mélenchon    | 12 175  | 14,03 %    |         |            |  |  |
|                | MoDem          | François Bayrou       | 8 559   | 9,86 %     |         |            |  |  |
|                | EELV           | Éva Joly              | 3 147   | 3,63 %     |         |            |  |  |
|                | DLR            | Nicolas Dupont-Aignan | 1 782   | 2,05 %     |         |            |  |  |
|                | NPA            | Philippe Poutou       | 1 152   | 1,33 %     |         |            |  |  |
|                | LO             | Nathalie Arthaud      | 488     | 0,56 %     |         |            |  |  |
|                | SP             | Jacques Cheminade     | 212     | 0,24 %     |         |            |  |  |
|                |                |                       |         |            |         |            |  |  |
|                |                |                       | Nombre  | % inscrits | Nombre  | % inscrits |  |  |
| Inscrits       | Inscrits       | Inscrits              | 106 865 |            | 106 875 |            |  |  |
| Abstentions    | Abstentions    | Abstentions           | 18 246  | 17,07 %    | 17 470  | 16,35 %    |  |  |
| Votants        | Votants        | Votants               | 88 619  | 82,93 %    | 89 405  | 83,65 %    |  |  |
|                |                |                       |         |            |         |            |  |  |
|                |                |                       |         | % votants  |         | % votants  |  |  |
| Blancs ou nuls | Blancs ou nuls | Blancs ou nuls        | 1 842   | 2,08 %     | 6 025   | 6,74 %     |  |  |
| Exprimés       | Exprimés       | Exprimés              | 86 777  | 97,92 %    | 83 380  | 97,92 %    |  |  |

### 2007
Au premier tour de l'élection présidentielle de 2007, Sarkozy réussit à capter une partie des voix de Le Pen et arrive largement en tête. Royal est la première femme qualifiée pour le second tour d'une élection présidentielle. Elle est battue avec une avance de 6 points.
Dans les Hautes-Alpes, Nicolas Sarkozy arrive en tête du premier tour avec 30,66 % des exprimés, suivi de Ségolène Royal avec 24,49 %, François Bayrou avec 19,8 %, Jean-Marie Le Pen avec 8,92 % et Olivier Besancenot avec 4,16 %. Au second tour, les électeurs ont voté à 53,67 % pour Nicolas Sarkozy contre 46,33 % pour Ségolène Royal avec un taux de participation de 97,92 % des inscrits.
|                | UMP            | Nicolas Sarkozy      | 26 774  | 30,66 %    | 45 951 | 53,67 %    |  |  |
|                | PS             | Ségolène Royal       | 21 385  | 24,49 %    | 39 668 | 46,33 %    |  |  |
|                | UDF            | François Bayrou      | 17 289  | 19,80 %    |        |            |  |  |
|                | FN             | Jean-Marie Le Pen    | 7 792   | 8,92 %     |        |            |  |  |
|                | LCR            | Olivier Besancenot   | 3 634   | 4,16 %     |        |            |  |  |
|                | ECO            | José Bové            | 2 164   | 2,48 %     |        |            |  |  |
|                | MPF            | Philippe de Villiers | 1 948   | 2,23 %     |        |            |  |  |
|                | Verts          | Dominique Voynet     | 1 805   | 2,07 %     |        |            |  |  |
|                | CPNT           | Frédéric Nihous      | 1 720   | 1,97 %     |        |            |  |  |
|                | PCF            | Marie-George Buffet  | 1 621   | 1,86 %     |        |            |  |  |
|                | LO             | Arlette Laguiller    | 872     | 1,00 %     |        |            |  |  |
|                | PT             | Gérard Schivardi     | 319     | 0,37 %     |        |            |  |  |
|                |                |                      |         |            |        |            |  |  |
|                |                |                      | Nombre  | % inscrits | Nombre | % inscrits |  |  |
| Inscrits       | Inscrits       | Inscrits             | 102 955 |            | 88 619 |            |  |  |
| Abstentions    | Abstentions    | Abstentions          | 14 428  | 14,01 %    | 1 842  | 2,08 %     |  |  |
| Votants        | Votants        | Votants              | 88 527  | 85,99 %    | 86 777 | 97,92 %    |  |  |
|                |                |                      |         |            |        |            |  |  |
|                |                |                      |         | % votants  |        | % votants  |  |  |
| Blancs ou nuls | Blancs ou nuls | Blancs ou nuls       | 1 204   | 1,36 %     | 4 075  | 4,54 %     |  |  |
| Exprimés       | Exprimés       | Exprimés             | 87 323  | 98,64 %    | 85 619 | 95,46 %    |  |  |

### 2002
Après cinq années de cohabitation, un duel est attendu entre Chirac et le Premier ministre Jospin lors de l'élection présidentielle de 2002, mais, à la surprise générale, ce dernier est devancé par Le Pen au premier tour. Au second tour, Chirac bénéficie du ralliement de la gauche et reçoit un score sans précédent. Il s'agit de la première élection pour un mandat de cinq ans et non plus sept.
Dans les Hautes-Alpes, Jacques  Chirac arrive en tête du premier tour avec 17,34 % des exprimés, suivi de Jean-Marie  Le Pen avec 14,36 %, Lionel  Jospin avec 13,19 %, Jean  Saint-Josse avec 7,3 % et François Bayrou avec 6,94 %. Au second tour, les électeurs ont voté à 82,43 % pour Jacques  Chirac contre 17,57 % pour Jean-Marie  Le Pen avec un taux de participation de 82,61 % des inscrits.
|                | RPR            | Jacques Chirac          | 12 036 | 17,34 %    | 60 756 | 82,43 %    |  |  |
|                | FN             | Jean-Marie Le Pen       | 9 965  | 14,36 %    | 12 952 | 17,57 %    |  |  |
|                | PS             | Lionel Jospin           | 9 152  | 13,19 %    |        |            |  |  |
|                | CPNT           | Jean Saint-Josse        | 5 063  | 7,30 %     |        |            |  |  |
|                | UDF            | François Bayrou         | 4 816  | 6,94 %     |        |            |  |  |
|                | Verts          | Noël Mamère             | 4 677  | 6,74 %     |        |            |  |  |
|                | MDC            | Jean-Pierre Chevènement | 4 068  | 5,86 %     |        |            |  |  |
|                | LCR            | Olivier Besancenot      | 3 797  | 5,47 %     |        |            |  |  |
|                | DL             | Alain Madelin           | 3 579  | 5,16 %     |        |            |  |  |
|                | LO             | Arlette Laguiller       | 3 437  | 4,95 %     |        |            |  |  |
|                | PC             | Robert Hue              | 2 376  | 3,42 %     |        |            |  |  |
|                | MNR            | Bruno Mégret            | 1 933  | 2,79 %     |        |            |  |  |
|                | PRG            | Christiane Taubira      | 1 664  | 2,40 %     |        |            |  |  |
|                | Cap21          | Corinne Lepage          | 1 593  | 2,30 %     |        |            |  |  |
|                | FRS            | Christine Boutin        | 926    | 1,33 %     |        |            |  |  |
|                | PT             | Daniel Gluckstein       | 320    | 0,46 %     |        |            |  |  |
|                |                |                         |        |            |        |            |  |  |
|                |                |                         | Nombre | % inscrits | Nombre | % inscrits |  |  |
| Inscrits       | Inscrits       | Inscrits                | 95 100 |            | 95 075 |            |  |  |
| Abstentions    | Abstentions    | Abstentions             | 23 051 | 24,24 %    | 16 533 | 17,39 %    |  |  |
| Votants        | Votants        | Votants                 | 72 049 | 75,76 %    | 78 542 | 82,61 %    |  |  |
|                |                |                         |        |            |        |            |  |  |
|                |                |                         |        | % votants  |        | % votants  |  |  |
| Blancs ou nuls | Blancs ou nuls | Blancs ou nuls          | 2 647  | 3,67 %     | 4 834  | 6,15 %     |  |  |
| Exprimés       | Exprimés       | Exprimés                | 69 402 | 96,33 %    | 73 708 | 93,85 %    |  |  |

### 1995
Après une nouvelle cohabitation et alors que la droite est particulièrement divisée entre Chirac et le Premier ministre Balladur, Jospin réussit à arriver en tête au premier tour de l'élection présidentielle de 1995, malgré la très lourde défaite de la gauche aux législatives de 1993. Au second tour, il est battu par Chirac.
Dans les Hautes-Alpes, Lionel Jospin arrive en tête du premier tour avec 21,95 % des exprimés, suivi d'Édouard Balladur avec 20,47 %, Jacques Chirac avec 20,28 %, Jean-Marie Le Pen avec 12,74 % et Robert Hue avec 8,63 %. Au second tour, les électeurs ont voté à 54,97 % pour Jacques Chirac contre 45,03 % pour Lionel Jospin avec un taux de participation de 81,67 % des inscrits.
|                | PS             | Lionel Jospin        | 15 005 | 21,95 %    | 30 616 | 45,03 %    |  |  |
|                | RPR            | Édouard Balladur     | 13 990 | 20,47 %    |        |            |  |  |
|                | RPR            | Jacques Chirac       | 13 862 | 20,28 %    | 37 372 | 54,97 %    |  |  |
|                | FN             | Jean-Marie Le Pen    | 8 711  | 12,74 %    |        |            |  |  |
|                | PCF            | Robert Hue           | 5 897  | 8,63 %     |        |            |  |  |
|                | MPF            | Philippe de Villiers | 3 743  | 5,48 %     |        |            |  |  |
|                | LO             | Arlette Laguiller    | 3 505  | 5,13 %     |        |            |  |  |
|                | Verts          | Dominique Voynet     | 3 413  | 4,99 %     |        |            |  |  |
|                | SP             | Jacques Cheminade    | 229    | 0,34 %     |        |            |  |  |
|                |                |                      |        |            |        |            |  |  |
|                |                |                      | Nombre | % inscrits | Nombre | % inscrits |  |  |
| Inscrits       | Inscrits       | Inscrits             | 88 719 |            | 88 680 |            |  |  |
| Abstentions    | Abstentions    | Abstentions          | 17 994 | 20,28 %    | 16 255 | 18,33 %    |  |  |
| Votants        | Votants        | Votants              | 70 725 | 79,72 %    | 72 425 | 81,67 %    |  |  |
|                |                |                      |        |            |        |            |  |  |
|                |                |                      |        | % votants  |        | % votants  |  |  |
| Blancs ou nuls | Blancs ou nuls | Blancs ou nuls       | 2 370  | 3,35 %     | 4 437  | 6,13 %     |  |  |
| Exprimés       | Exprimés       | Exprimés             | 68 355 | 96,65 %    | 67 988 | 93,87 %    |  |  |

### 1988
Après deux ans de cohabitation, Mitterrand affronte le Premier ministre Chirac lors de l'élection présidentielle de 1988. Le Pen obtient au premier tour un score jusque-là sans précédent pour un parti d'extrême droite. Au second tour, Mitterrand est facilement réélu.
Dans les Hautes-Alpes, François Mitterrand arrive en tête du premier tour avec 29,07 % des exprimés, suivi de Jacques Chirac avec 20,62 %, Raymond Barre avec 19,81 %, Jean-Marie Le Pen avec 13,7 % et André Lajoinie avec 6,46 %. Au second tour, les électeurs ont voté à 50,33 % pour Jacques Chirac contre 49,67 % pour François Mitterrand avec un taux de participation de 86,43 % des inscrits.
|                | PS             | François Mitterrand | 18 971 | 29,07 %    | 33 847 | 49,67 %    |  |  |
|                | RPR            | Jacques Chirac      | 13 457 | 20,62 %    | 34 290 | 50,33 %    |  |  |
|                | UDF            | Raymond Barre       | 12 930 | 19,81 %    |        |            |  |  |
|                | FN             | Jean-Marie Le Pen   | 8 941  | 13,70 %    |        |            |  |  |
|                | PCF            | André Lajoinie      | 4 215  | 6,46 %     |        |            |  |  |
|                | Verts          | Antoine Waechter    | 3 475  | 5,32 %     |        |            |  |  |
|                | NGSEA          | Pierre Juquin       | 1 865  | 2,86 %     |        |            |  |  |
|                | LO             | Arlette Laguiller   | 1 156  | 1,77 %     |        |            |  |  |
|                | MPPT           | Pierre Boussel      | 255    | 0,39 %     |        |            |  |  |
|                |                |                     |        |            |        |            |  |  |
|                |                |                     | Nombre | % inscrits | Nombre | % inscrits |  |  |
| Inscrits       | Inscrits       | Inscrits            | 81 702 |            | 81 739 |            |  |  |
| Abstentions    | Abstentions    | Abstentions         | 15 088 | 18,47 %    | 11 092 | 13,57 %    |  |  |
| Votants        | Votants        | Votants             | 66 614 | 81,53 %    | 70 647 | 86,43 %    |  |  |
|                |                |                     |        |            |        |            |  |  |
|                |                |                     |        | % votants  |        | % votants  |  |  |
| Blancs ou nuls | Blancs ou nuls | Blancs ou nuls      | 1 349  | 2,03 %     | 2 510  | 3,55 %     |  |  |
| Exprimés       | Exprimés       | Exprimés            | 65 265 | 97,97 %    | 68 137 | 96,45 %    |  |  |

### 1981
Lors de l'élection présidentielle de 1981, Giscard d'Estaing arrive en tête au premier tour et affronte, comme la fois précédente, Mitterrand. Pour la première fois, un président sortant est battu : Mitterrand devient le premier président de gauche de la Ve République.
Dans les Hautes-Alpes, Valéry Giscard d'Estaing arrive en tête du premier tour avec 29,84 % des exprimés, suivi de François Mitterrand avec 24,32 %, Jacques Chirac avec 16,32 %, Georges Marchais avec 15,4 % et Brice Lalonde avec 5,05 %. Au second tour, les électeurs ont voté à 51,81 % pour François Mitterrand contre 48,78 % pour Valéry Giscard d'Estaing avec un taux de participation de 86,7 % des inscrits.
|                | UDF            | Valéry Giscard d'Estaing | 17 336 | 29,84 %    | 30 696 | 48,78 %    |  |  |
|                | PS             | François Mitterrand      | 14 127 | 24,32 %    | 32 236 | 51,22 %    |  |  |
|                | RPR            | Jacques Chirac           | 9 482  | 16,32 %    |        |            |  |  |
|                | PCF            | Georges Marchais         | 8 947  | 15,40 %    |        |            |  |  |
|                | MEP            | Brice Lalonde            | 2 935  | 5,05 %     |        |            |  |  |
|                | LO             | Arlette Laguiller        | 1 508  | 2,60 %     |        |            |  |  |
|                | MRG            | Michel Crépeau           | 1 124  | 1,93 %     |        |            |  |  |
|                | DVD            | Michel Debré             | 1 050  | 1,81 %     |        |            |  |  |
|                | DVD            | Marie-France Garaud      | 803    | 1,38 %     |        |            |  |  |
|                | PSU            | Huguette Bouchardeau     | 786    | 1,35 %     |        |            |  |  |
|                |                |                          |        |            |        |            |  |  |
|                |                |                          | Nombre | % inscrits | Nombre | % inscrits |  |  |
| Inscrits       | Inscrits       | Inscrits                 | 75 034 |            | 74 993 |            |  |  |
| Abstentions    | Abstentions    | Abstentions              | 15 835 | 21,1 %     | 9 977  | 13,3 %     |  |  |
| Votants        | Votants        | Votants                  | 59 199 | 78,9 %     | 65 016 | 86,7 %     |  |  |
|                |                |                          |        |            |        |            |  |  |
|                |                |                          |        | % votants  |        | % votants  |  |  |
| Blancs ou nuls | Blancs ou nuls | Blancs ou nuls           | 1 101  | 1,86 %     | 2 084  | 3,21 %     |  |  |
| Exprimés       | Exprimés       | Exprimés                 | 58 098 | 98,14 %    | 62 932 | 96,79 %    |  |  |

### 1974
L'élection présidentielle de 1974 est une élection anticipée à la suite de la mort de Pompidou. Mitterrand, candidat unique de la gauche, est largement en tête au premier tour devant Giscard d'Estaing, qui distance lui-même Chaban-Delmas. Au terme d'une campagne animée, marquée par un débat télévisé tendu, Giscard d'Estaing l'emporte avec une très courte avance.
Dans les Hautes-Alpes, François Mitterrand arrive en tête du premier tour avec 42,49 % des exprimés, suivi de Valéry Giscard d'Estaing avec 32 %, Jacques Chaban-Delmas avec 16,5 %, Arlette Laguiller avec 2,74 % et Jean Royer avec 2,46 %. Au second tour, les électeurs ont voté à 51,81 % pour Valéry Giscard d'Estaing contre 48,19 % pour François Mitterrand avec un taux de participation de 88,18 % des inscrits.
|                | PS              | François Mitterrand       | 21 950 | 42,49 %    | 26 167 | 48,19 %    |  |  |
|                | FNRI            | Valéry Giscard d'Estaing' | 16 530 | 32 %       | 28 135 | 51,81 %    |  |  |
|                | UDR             | Jacques Chaban-Delmas     | 8 521  | 16,50 %    |        |            |  |  |
|                | LO              | Arlette Laguiller         | 1 414  | 2,74 %     |        |            |  |  |
|                | DVD             | Jean Royer                | 1 272  | 2,46 %     |        |            |  |  |
|                | ECO, écologiste | René Dumont               | 863    | 1,67 %     |        |            |  |  |
|                | FN              | Jean-Marie Le Pen         | 420    | 0,81 %     |        |            |  |  |
|                | MDSF            | Émile Muller              | 256    | 0,50 %     |        |            |  |  |
|                | FCR             | Alain Krivine             | 197    | 0,38 %     |        |            |  |  |
|                | NAR             | Bertrand Renouvin         | 120    | 0,23 %     |        |            |  |  |
|                | MFE             | Jean-Claude Sebag         | 87     | 0,17 %     |        |            |  |  |
|                | PFE             | Guy Héraud                | 0      | 0,00 %     |        |            |  |  |
|                |                 |                           |        |            |        |            |  |  |
|                |                 |                           | Nombre | % inscrits | Nombre | % inscrits |  |  |
| Inscrits       | Inscrits        | Inscrits                  | 62 515 |            | 62 509 |            |  |  |
| Abstentions    | Abstentions     | Abstentions               | 10 301 | 16,48 %    | 7 390  | 11,82 %    |  |  |
| Votants        | Votants         | Votants                   | 52 214 | 83,52 %    | 55 119 | 88,18 %    |  |  |
|                |                 |                           |        |            |        |            |  |  |
|                |                 |                           |        | % votants  |        | % votants  |  |  |
| Blancs ou nuls | Blancs ou nuls  | Blancs ou nuls            | 557    | 1,07 %     | 817    | 1,48 %     |  |  |
| Exprimés       | Exprimés        | Exprimés                  | 51 657 | 98,93 %    | 54 302 | 98,52 %    |  |  |

### 1969
L'élection présidentielle de 1969 est une élection anticipée à la suite de la démission de De Gaulle. La gauche se lance désunie dans la course et, bien que Duclos (PCF) manque de le devancer, c'est le président par intérim Poher qui accède au second tour face à l'ex-Premier ministre Pompidou. Alors que Duclos refuse d'appeler à voter au second tour pour « bonnet blanc ou blanc bonnet », Pompidou est finalement largement élu.
Dans les Hautes-Alpes, Georges Pompidou arrive en tête du premier tour avec 43,69 % des exprimés, suivi de Alain Poher avec 23,21 %, Jacques Duclos avec 22,92 %, Gaston Defferre avec 3,82 % et Michel Rocard avec 3,55 %. Au second tour, les électeurs ont voté à 56,68 % pour Georges Pompidou contre 43,32 % pour Alain Poher avec un taux de participation de 70,39 % des inscrits.
|                | UDR            | Georges Pompidou | 18 778 | 43,69 %    | 21 710 | 56,68 %    |  |  |
|                | CD             | Alain Poher      | 9 973  | 23,21 %    | 16 596 | 43,32 %    |  |  |
|                | PCF            | Jacques Duclos   | 9 849  | 22,92 %    |        |            |  |  |
|                | SFIO           | Gaston Defferre  | 1 643  | 3,82 %     |        |            |  |  |
|                | PSU            | Michel Rocard    | 1 525  | 3,55 %     |        |            |  |  |
|                | DVG            | Louis Ducatel    | 629    | 1,46 %     |        |            |  |  |
|                | LC             | Alain Krivine    | 580    | 1,35 %     |        |            |  |  |
|                |                |                  |        |            |        |            |  |  |
|                |                |                  | Nombre | % inscrits | Nombre | % inscrits |  |  |
| Inscrits       | Inscrits       | Inscrits         | 58 734 |            | 58 708 |            |  |  |
| Abstentions    | Abstentions    | Abstentions      | 15 073 | 25,66 %    | 17 381 | 29,61 %    |  |  |
| Votants        | Votants        | Votants          | 43 661 | 74,34 %    | 41 327 | 70,39 %    |  |  |
|                |                |                  |        |            |        |            |  |  |
|                |                |                  |        | % votants  |        | % votants  |  |  |
| Blancs ou nuls | Blancs ou nuls | Blancs ou nuls   | 684    | 1,57 %     | 3 021  | 7,31 %     |  |  |
| Exprimés       | Exprimés       | Exprimés         | 42 977 | 98,43 %    | 38 306 | 92,69 %    |  |  |

### 1965
L'élection présidentielle de 1965 est la première élection au suffrage universel direct à la suite du référendum d'octobre 1962. De Gaulle est mis en ballottage, à la surprise générale, par Mitterrand, candidat unique de la gauche. La campagne du second tour est axée sur l'Europe et les relations internationales ainsi que sur l'armement nucléaire. De Gaulle est finalement réélu avec une large avance.
Dans les Hautes-Alpes, Charles de Gaulle arrive en tête du premier tour avec 42,77 % des exprimés, suivi de François Mitterrand avec 32,39 %, Jean Lecanuet avec 16,26 %, Jean-Louis Tixier-Vignancour avec 5,07 % et Marcel Barbu avec 1,81 %. Au second tour, les électeurs ont voté à 53,96 % pour Charles de Gaulle contre 46,04 % pour François Mitterrand avec un taux de participation de 81,58 % des inscrits.
|                | UNR            | Charles de Gaulle            | 19 328 | 42,77 %    | 24 639 | 53,96 %    |  |  |
|                | CIR            | François Mitterrand          | 14 638 | 32,39 %    | 21 021 | 46,04 %    |  |  |
|                | MRP            | Jean Lecanuet                | 7 347  | 16,26 %    |        |            |  |  |
|                | CTV            | Jean-Louis Tixier-Vignancour | 2 289  | 5,07 %     |        |            |  |  |
|                | DVG            | Marcel Barbu                 | 817    | 1,81 %     |        |            |  |  |
|                | PLE            | Pierre Marcilhacy            | 773    | 1,71 %     |        |            |  |  |
|                |                |                              |        |            |        |            |  |  |
|                |                |                              | Nombre | % inscrits | Nombre | % inscrits |  |  |
| Inscrits       | Inscrits       | Inscrits                     | 57 578 |            | 57 569 |            |  |  |
| Abstentions    | Abstentions    | Abstentions                  | 11 808 | 20,51 %    | 10 607 | 18,42 %    |  |  |
| Votants        | Votants        | Votants                      | 45 770 | 79,49 %    | 46 962 | 81,58 %    |  |  |
|                |                |                              |        |            |        |            |  |  |
|                |                |                              |        | % votants  |        | % votants  |  |  |
| Blancs ou nuls | Blancs ou nuls | Blancs ou nuls               | 578    | 1,26 %     | 1 302  | 2,77 %     |  |  |
| Exprimés       | Exprimés       | Exprimés                     | 45 192 | 98,74 %    | 45 660 | 97,23 %    |  |  |